# Jesse Lingard
Jesse Ellis Lingard (Warrington, 15 de dezembro de 1992) é um futebolista inglês que atua como meio-campista. Atualmente joga no FC Seoul.

## Carreira
Sem oportunidades no Manchester United, de onde fazia parte do plantel profissional desde a temporada 2011-12, Lingard foi emprestado a Leicester City, Birmingham City e Brighton & Hove Albion.
De volta ao Manchester United, seu primeiro jogo profissionalmente pelos Red Devils foi contra o Swansea City, em 16 de agosto de 2014. Porém, Lingard seria novamente emprestado, desta vez ao Derby County.
Marcou seu primeiro gol pelo Manchester United em 7 de novembro de 2015, contra o West Bromwich Albion.

## Seleção Inglesa
Pela Seleção Inglesa, Lingard debutou em 8 de outubro de 2016 contra Malta, em partida válida pelas Eliminatórias da Copa do Mundo de 2018.

## Títulos
Manchester United
- Copa da Inglaterra: 2015–16
- Supercopa da Inglaterra: 2016
- Copa da Liga Inglesa: 2016–17
- Liga Europa da UEFA: 2016–17